# Перистери (Кукуш)
Перистери (грч. Περιστέρι) је насељено место у општини Кукуш у периферији Средишња Македонија, Грчка. Према попису из 2021. године било је 115 становника.
Према бугарском географу и историчару, Василу Канчову, у Перистерију је 1900. године живело 250 Турака. Године 1924. турско становништво је принудно исељено у Турску а на њихово место је насељен већи број грчких избегличких породица из Турске. На попису из 1928. године Перистери је имало 156 становника. Село се раније звало Чокали.